# 烏努希希
烏努希希，又稱烏努亞奧（Vunoaau），是台灣卑南族南王部落神話中的一位人物，卑南族祖先從他那裡取得了稻米。

## 簡述
烏努希希並非卑南族人，而是阿美族人，他住在都蘭山上，是當時卑南地區附近一帶唯一擁有稻米的人。

## 神話
後來某一天，南王部落巴拉哪都（Valangato/Palangato）氏族的一名族人蘇鹿（Surung）去向他要稻米，烏努希希便把米用芭蕉葉包好並交給他帶回去，但蘇鹿因為不明原因沒有用手去拿，而是用衣服去接的方式將米帶回部落，南王部落從那時候開始才有了稻米。

## 祭典
為了感謝賜予稻米的烏努希希和都蘭山，每年稻米收成後，巴拉哪都氏族和巴沙拉阿特（Pasara'at）氏族（神話中兩個氏族的祖先是兄弟）會在卑南溪北岸以竹子建立一個高約一公尺的祭壇、用稻米、小米、檳榔等東西向都蘭山的方向祭祀。不過在近代，此則傳說逐漸被誤傳為卑南族的祖先起源於都蘭山的說法。